# Rio Tuela
O rio Tuela é um curso de água que nasce em Espanha, na província de Zamora (Castela e Leão), em pleno Parque Natural do lago de Sanábria, na Sierra Secundera, a cerca de 1850 m de altitude, no sítio denominado por Lagunas de la Hermita.
É um rio de origem glaciar, e tem como principais afluentes o rio Pedro em Espanha, e o rio Baceiro, o rio de Guide e a Ribeira da Anta em Portugal. Depois de um percurso em Espanha, servindo de fronteira natural das províncias de Castela e Leão e Galiza, entra em território português, na freguesia da Moimenta, concelho de Vinhais, em pleno coração do Parque Natural de Montesinho.
Tem várias praias fluviais, açudes, moinhos, pontes e outros locais de interesse histórico e turístico (termas de Santa Cruz). A destacar as praias fluviais de Chanos, Hermesinde Espanha, das Virgens (Moimenta), Pelgo (Soeira), Arranca (Vinhais), Guribanes (Mascarenhas), Quintas (Vale de Gouvinhas), Vale de Juncal (Mirandela); as Pontes Românicas de Chanos, Hermisende, Torre de Dona Chama, Moimenta, Soeira, e Vinhais ponte pênsil no couto mineiro da Ervedosa; ladeia vários montes onde assentam povoados pré-históricos, lorgas e castros romanizados (Cigadonha, Arnade) serviu também de local privilegiado para parte do traçado da Via Romana XVII: Bracara Augusta-Astorga. 
Nas suas águas para além de se pescar também se lava do melhor linho.

## Pontes
- Ponte de pedra sobre o rio Tuela, em Torre de Dona Chama, na Estrada Nacional 206 rumo a Valpaços. Classificada de Monumento Nacional.